# Gustavo di Vasa
Gustavo di Vasa (nome completo Gustaf von Holstein-Gottorp) (Stoccolma, 9 novembre 1799 – Pillnitz, 5 agosto 1877) fu principe ereditario della corona di Svezia fino al 1809, anno in cui il padre Gustavo IV Adolfo fu detronizzato. In seguito fu pretendente al trono svedese, principe di Vasa e conte di Itterburg. Prestò servizio militare nell'esercito austriaco.

## Biografia
Gustavo era il figlio maggiore del re Gustavo IV Adolfo di Svezia (1778-1837) e della regina Federica (1781-1826), nata principessa di Baden.
Quando aveva dieci anni, il 13 marzo del 1809, un colpo di Stato mise termine al governo di suo padre, che venne arrestato e imprigionato con tutta la famiglia nel castello di Gripsholm.
Vista la situazione, il 29 marzo il re abdicò volontariamente in favore di Gustavo, ma il parlamento ritirò il diritto dinastico anche a tutti i suoi discendenti, designando, prima come reggente e poi come re, Carlo XIII di Svezia.
La famiglia di Gustavo partì per l'esilio e si stabilì nel Granducato di Baden, terra natale della regina Federica. Dopo la separazione dal marito, Federica acquisì la proprietà del castello di Itterburg, nella località di Vöhl. Qui, a partire dal 1816, Gustavo iniziò ad usare il titolo di Conte di Itterbug.
In seguito entrò in servizio nell'esercito austriaco. Nel 1826 era tenente colonnello e nel 1830 fu promosso al grado di generale.
Nel 1828 si fidanzò con la principessa Marianna dei Paesi Bassi, ma il matrimonio sfumò a causa delle pressioni che il re Carlo XIV Giovanni di Svezia, il politico francese (nato Jean-Baptiste Jules Bernadotte) adottato come erede da Carlo XIII e fondatore della dinastia Bernadotte, esercitò sulla casa reale d'Olanda.
Nel 1829 l'imperatore Francesco I, vista l'insistenza di Gustavo ad usare il titolo di Principe ereditario di Svezia e i meriti militari da lui conseguiti nell'esercito austriaco, gli concesse il titolo di Principe di Vasa, in accordo con il re Carlo XIV.
Il 9 novembre del 1830, nella città di Karlsruhe, sposò la cugina Luisa Amelia di Baden (1811-1854), figlia di Carlo II di Baden (1786-1818) e di Stefania di Beauharnais (1789-1860).
Gustavo non accettò il fatto di essere stato escluso dalla successione al trono del suo Paese. Protestò con insistenza nel 1844 quando salì al trono Oscar I e anche nel 1859 con Carlo XV. Smise di rivendicare i suoi diritti solo quando fu incoronato Oscar II nel 1872.
Nel corso della sua vita egli visitò la Svezia una sola volta, soggiornando nella città di Helsingborg in qualità di turista.
Morì il 5 agosto del 1877 nel suo palazzo di Pillnitz in Sassonia. Fu sepolto nella città di Eutin; solo nel 1884 i suoi resti furono traslati nella chiesa di Riddarholmen a Stoccolma, accanto a quelli dei suoi antenati dopo che nel 1881 il matrimonio della sua pronipote Vittoria di Baden con il futuro Gustavo V sancì il legame degli antichi sovrani svedesi con i Bernadotte che avevano sostituito la sua famiglia sul trono scandinavo.
Alla morte senza eredi maschi di Gustavo, la casa Bernadotte consolidò definitivamente il suo potere sul trono svedese.

## Discendenza
Gustavo e Luisa ebbero due figli, ma solo la femmina sopravvisse:
- Luigi, nato e morto nel 1832;
- Carola, nata nel 1833 e morta nel 1907, futura regina di Sassonia come consorte di Alberto I di Sassonia (1828-1902).

## Ascendenza
|                              |                         |                                                | Genitori                                 |  |  | Nonni |  |  | Bisnonni                  |  |  | Trisnonni                             |  |
|                              |                         |                                                |                                          |  |  |       |  |  | Adolfo Federico di Svezia |  |  | Cristiano Augusto di Holstein-Gottorp |  |
|                              |                         |                                                |                                          |  |  |       |  |  | Adolfo Federico di Svezia |  |  | Cristiano Augusto di Holstein-Gottorp |  |
|                              |                         | Albertina Federica di Baden-Durlach            |                                          |  |  |       |  |  | Adolfo Federico di Svezia |  |  |                                       |  |
| Gustavo III di Svezia        |                         |                                                |                                          |  |  |       |  |  | Adolfo Federico di Svezia |  |  |                                       |  |
|                              |                         | Luisa Ulrica di Prussia                        | Federico Guglielmo I di Prussia          |  |  |       |  |  |                           |  |  |                                       |  |
|                              |                         | Luisa Ulrica di Prussia                        | Federico Guglielmo I di Prussia          |  |  |       |  |  |                           |  |  |                                       |  |
|                              |                         | Luisa Ulrica di Prussia                        | Sofia Dorotea di Hannover                |  |  |       |  |  |                           |  |  |                                       |  |
| Gustavo IV Adolfo di Svezia  |                         | Luisa Ulrica di Prussia                        |                                          |  |  |       |  |  |                           |  |  |                                       |  |
|                              |                         | Federico V di Danimarca                        | Cristiano VI di Danimarca                |  |  |       |  |  |                           |  |  |                                       |  |
|                              |                         | Federico V di Danimarca                        | Cristiano VI di Danimarca                |  |  |       |  |  |                           |  |  |                                       |  |
|                              |                         | Federico V di Danimarca                        | Sofia Maddalena di Brandeburgo-Kulmbach  |  |  |       |  |  |                           |  |  |                                       |  |
| Sofia Maddalena di Danimarca |                         | Federico V di Danimarca                        |                                          |  |  |       |  |  |                           |  |  |                                       |  |
|                              |                         | Luisa di Hannover                              | Giorgio II di Gran Bretagna              |  |  |       |  |  |                           |  |  |                                       |  |
|                              |                         | Luisa di Hannover                              | Giorgio II di Gran Bretagna              |  |  |       |  |  |                           |  |  |                                       |  |
|                              |                         | Luisa di Hannover                              | Carolina di Brandeburgo-Ansbach          |  |  |       |  |  |                           |  |  |                                       |  |
| Gustavo di Vasa              |                         | Luisa di Hannover                              |                                          |  |  |       |  |  |                           |  |  |                                       |  |
|                              | Carlo Federico di Baden | Federico di Baden-Durlach                      |                                          |  |  |       |  |  |                           |  |  |                                       |  |
|                              | Carlo Federico di Baden | Federico di Baden-Durlach                      |                                          |  |  |       |  |  |                           |  |  |                                       |  |
|                              | Carlo Federico di Baden | Amalia di Nassau-Dietz                         |                                          |  |  |       |  |  |                           |  |  |                                       |  |
| Carlo Luigi di Baden         | Carlo Federico di Baden |                                                |                                          |  |  |       |  |  |                           |  |  |                                       |  |
|                              |                         | Carolina Luisa d'Assia-Darmstadt               | Luigi VIII d'Assia-Darmstadt             |  |  |       |  |  |                           |  |  |                                       |  |
|                              |                         | Carolina Luisa d'Assia-Darmstadt               | Luigi VIII d'Assia-Darmstadt             |  |  |       |  |  |                           |  |  |                                       |  |
|                              |                         | Carolina Luisa d'Assia-Darmstadt               | Carlotta di Hanau-Lichtenberg            |  |  |       |  |  |                           |  |  |                                       |  |
| Federica di Baden            |                         | Carolina Luisa d'Assia-Darmstadt               |                                          |  |  |       |  |  |                           |  |  |                                       |  |
|                              |                         | Luigi IX d'Assia-Darmstadt                     | Luigi VIII d'Assia-Darmstadt             |  |  |       |  |  |                           |  |  |                                       |  |
|                              |                         | Luigi IX d'Assia-Darmstadt                     | Luigi VIII d'Assia-Darmstadt             |  |  |       |  |  |                           |  |  |                                       |  |
|                              |                         | Luigi IX d'Assia-Darmstadt                     | Carlotta di Hanau-Lichtenberg            |  |  |       |  |  |                           |  |  |                                       |  |
| Amalia d'Assia-Darmstadt     |                         | Luigi IX d'Assia-Darmstadt                     |                                          |  |  |       |  |  |                           |  |  |                                       |  |
|                              |                         | Carolina del Palatinato-Zweibrücken-Birkenfeld | Cristiano III del Palatinato-Zweibrücken |  |  |       |  |  |                           |  |  |                                       |  |
|                              |                         | Carolina del Palatinato-Zweibrücken-Birkenfeld | Cristiano III del Palatinato-Zweibrücken |  |  |       |  |  |                           |  |  |                                       |  |
|                              |                         | Carolina del Palatinato-Zweibrücken-Birkenfeld | Carolina di Nassau-Saarbrücken           |  |  |       |  |  |                           |  |  |                                       |  |
|                              |                         | Carolina del Palatinato-Zweibrücken-Birkenfeld |                                          |  |  |       |  |  |                           |  |  |                                       |  |